# ناحیه عین طارق
دائرة عین طارق (به عربی: دائرة عین طارق) یک سکونتگاه مسکونی در الجزایر است که در استان غلیزان واقع شده‌است.

## خصوصیات
دائرة عین طارق ۳۲۲ کیلومترمربع مساحت و ۱۹٬۱۶۰ نفر جمعیت دارد.